# Microregione di Seridó Ocidental Paraibano
Seridó Ocidental Paraibano è una microregione dello Stato di Paraíba in Brasile, appartenente alla mesoregione di Borborema.

## Comuni
Comprende 6 comuni:
- Junco do Seridó
- Salgadinho
- Santa Luzia
- São José do Sabugi
- São Mamede
- Várzea

| Controllo di autorità | VIAF (EN) 618150325516410090008 |